# Guðlaugur
Guðlaugur ist ein isländischer männlicher Vorname.

## Herkunft und Bedeutung
Guðlaugur ist die moderne isländische Variante des altnordischen Namens Guðlaugr, der auf den weiblichen Namen Guðlaug zurückgeht. Der Name setzt sich aus Guð (dt. „Gott“) und laug (dt. „eine Hochzeit feiern; einen heiligen Eid schwören“) zusammen.

## Namensträger
- Guðlaugur Arnarsson (* 1978), isländischer Handballspieler und -trainer
- Guðlaugur Friðþórsson (* 1961), isländisches Opfer eines Bootsunglücks
- Guðlaugur Þór Þórðarson (* 1967), isländischer Politiker